# Mang0
Joseph Marquez (plus connu sous son pseudonyme Mang0, parfois écrit Mango voire MaNg0), né le 10 décembre 1991 à Norwalk (Californie), est un joueur professionnel de jeux vidéo américain sur le jeu Super Smash Bros. Melee.
Il joue actuellement les personnages Fox et Falco, et est fréquemment désigné comme le meilleur joueur de Melee de l'histoire, en concurrence avec Armada.
Grâce à ses nombreuses victoires dans beaucoup de tournois importants (notamment l'EVO, que Mang0 a remporté en 2013 et 2014), il fait partie des cinq dieux de Melee, aux côtés d'Armada, Mew2King, Hungrybox, et PPMD.
Dans le classement mondial de Melee, il est classé trois fois premier au cours de sa carrière (en 2009, 2013 et 2014), en plus d'être chaque année classé parmi les dix meilleurs joueurs du monde depuis 2007. Au classement mondial de 2024, Mang0 est classé troisième, derrière Zain et aMSa.

## Carrière
(juin 2025).

### Débuts
Mang0 commence à jouer à Melee en 2006, avec ses amis et d'autres joueurs de sa ville. C'est à ce moment qu'il rencontre Joey "Lucky" Aldama, un autre joueur avec qui il devient ami et s'entraîne régulièrement.
À partir de 2007, il commence à participer à des tournois locaux, où il obtient de plutôt bons résultats.
À ses débuts, il joue Rondoudou, inspiré par le joueur californien The King. Cela étonne puisque à cette époque on ne considère pas ce personnage comme étant bon (classé dix-septième sur les vingt-six personnages de Melee). Il est souvent cité, avec Hungrybox, comme la raison expliquant la montée de Rondoudou dans le classement des personnages (qui atteindra très vite les premières places).

### 2007 - 2009
En août, Mang0 participe à l'EVO 2007, le plus grand tournoi du monde à ce moment.
Rapidement dans le tournoi, il doit affronter Mew2King, le meilleur joueur du monde à cette époque. Malgré cela, il parvient à le battre et avance dans le tournoi. En demi-finale, il affronte Ken (numéro 2 mondial), et le bat 2 à 1. Finalement, il perd contre HugS puis contre Ken durant les phases finales, et termine 3e.
Il continue ensuite à participer aux tournois locaux en 2007 et 2008, et en remporte trois en solo et en duo en faisant équipe avec Lucky.
En février 2008, il participe au tournoi Pound 3, où, directement après la phase de poules, il perd 2 à 0 face à SilentWolf. Il réussit ensuite à battre d'excellents joueurs dans l'arbre des perdants et à se hisser jusqu'en finale, où il bat à nouveau Mew2King et remporte donc son premier tournoi de taille nationale.
Plus tard, en mars 2009, Mang0 participe au Revival of Melee. Il bat à nouveau beaucoup de très bons joueurs pendant le tournoi, et bat à deux reprises Mew2King durant les phases finales, sans utiliser Rondoudou pour montrer que son niveau n'est pas seulement dû à son personnage. Il remporte donc le tournoi.
En juillet de la même année, il participe au tournoi GENESIS, où, après avoir perdu 3 à 2 contre Armada (meilleur joueur européen à ce moment), il bat Hungrybox 3 à 0 puis retourne affronter Armada en finale. Il remporte miraculeusement le premier set de la finale 3 à 2, puis remporte finalement le tournoi en battant une deuxième fois Armada (3 à 0).
En novembre 2009, après dix-huit victoires et une seule deuxième place dans toute l'année, Mang0 termine 4e au Revival of Melee 2, en étant battu à deux reprises par Kage. En janvier 2010, il remporte le tournoi Pound 4 en battant Hunrgybox en finale (3 à 1).
En 2009, il est classé meilleur joueur du monde.

### 2010
À partir de la fin de l'année 2009, Mang0 ne s'entraîne plus sérieusement et ses résultats commencent à décliner. Il n'obtient plus aucun bon résultat en solo dans les tournois majeurs, tels que l'Apex 2010 (25e), le Revival of Melee 3 (9e) ou le Pound V (17e).
De plus, il utilise beaucoup de personnages secondaires en tournoi, comme notamment Mario ou Captain Falcon, qui ne sont pas suffisamment entraînés, ce qui explique en partie ces résultats.
À la fin de l'année 2010, il est classé 3e meilleur joueur du monde.

### 2011
Le retour de Mango se fait à GENESIS 2 : après une défaite en demi-finale contre Taj, il réussit à continuer en loser bracket jusqu'à la Grande Finale contre Armada, battant Taj et Hungrybox. Après un set court mais intense, Mango arrive deuxième, derrière Armada. Il confirme sa place de meilleur joueur américain en gagnant Revival of Melee 4, battant Dr. PeePee (depuis devenu PPMD) 3-0 en Winners Finals et 3-1 en grande finale.

### 2012
À Apex 2012, Mango déçoit ses fans et n'arrive que troisième, battu par Armada puis par Hungrybox. Après ce tournoi, il reprend sa domination de 2008 en gagnant IMPULSE au Canada (battant Dr. PeePee, Hungrybox et Mew2King). Mango continue sa chaîne de victoires à MELEE-FC10R Legacy en battant Hungrybox et à The Big House 2, ne perdant pas un seul match de ces deux tournois d'envergure nationale.

### 2013
À Apex 2013, Mango bat bon nombre de joueurs connus, comme Nintendude, Vwins, Hax, Hungrybox et Eggm, avant de perdre contre Mew2King deux fois, ce qui le place quatrième.
À B.E.A.S.T 3, en Suède, Mango gagne le tournoi après avoir gagné contre certain des meilleurs joueurs européens comme Zgetto, Overtriforce et Ice. Le joueur français Baxon est le deuxième européen, après Armada, à réussir à prendre une partie à Mango en tournoi.
À Kings of Cali 2, Mango gagne le tournoi sans perdre un seul set, battant Shroomed et Wobbles au passage. À NorCal Regionals 2013, il perd contre PewPewU en demi-finales, mais revient en loser bracket jusqu'à la grande finale, où il perd contre Hungrybox. Le 16 juin, il annonce être sponsorisé par le site Melee it on Me.
Avec 709 joueurs, l'EVO 2013 est resté le tournoi le plus important de Super Smash Bros. Melee pendant une année entière. Mango, après avoir gagné Zenith 2013, est le premier seed du tournoi, et arrive en quarts de finale, où il perd 1-2 contre Wobbles. Il bat ensuite SFAT 2-1, ce qui le place dans le top 8. Il commence donc les phases finales du tournoi côté perdant, bat Ice et Dr. PeePee 2-0 avant d'arriver en demi-finale contre Armada, qu'il bat 2-0 pour arriver en finale Losers contre Hungrybox. Après l'avoir battu, il vainc enfin Wobbles 6-1 en grande finale et gagne l'EVO 2013, ce qui le propulse à nouveau au rang de meilleur joueur mondial.
Après sa victoire et la naissance de son fils, Mango annonce vouloir faire une pause et devient moins actif pour passer plus de temps avec sa famille. À la fin de l'année, il est quand même premier du classement mondial de référence, le Melee It On Me 2013 SSBMRank.

### 2014
En 2014, Mango arrive troisième à Apex 2014, derrière Dr. PeePee et Mew2King. Il se remet sérieusement à Melee à Revival of Melee 7 et gagne le tournoi sans perdre un seul set, battant Hungrybox, Darrell et Mew2King.
Le 6 mai 2014, Cloud9 HyperX annonce avoir ajouté Mango à leur équipe de jeu de combat. À la fin de l'année, il est encore classé premier mondial par Melee It On Me.
L'EVO 2014 accueille 970 joueurs, ce qui en fait le plus grand tournoi de l'époque,. Mango bat Mew2King et Hungrybox et remporte le tournoi.
Il perd ensuite Smash the Record, son tournoi suivante, arrivant troisième derrière Hungrybox et Mew2King. Le tournoi est gagné par Hungrybox. Il faut cependant noter que pendant le tournoi, Mango ne joue pas un de ses personnages principaux, mais exclusivement Captain Falcon. À The Shape of Melee to Come 5, il se place deuxième, derrière Armada. Il remporte The Big House 4 avec des victoires contre Wizzrobe, The Moon, Hax, Armada, Leffen et Mew2King.

### 2015
Mango voyage en Suède en début d'année, à Göteborg, où il arrive troisième derrière Leffen et Armada au B.E.A.S.T 5.
C'est son seul tournoi important avant l'Apex 2015, où il arrive quatrième, à nouveau après avoir perdu contre Leffen et Armada.
À I'm Not Yelling! à Oakland, il bat Westballz, Leffen et Armada, mais Armada revient en grande finale et lui arrache la victoire. Il ne parvient qu'à atteindre la cinquième place à MVG Sandstorm, battu par Westballz.
Mango arrive en retard à Press Start et son absence au premier tour l'envoie directement en Loser Bracket : il gagne quand même le tournoi. Il gagne également en Australie, à Battle Arena Melbourne 7, battant deux fois Leffen.
Au CEO 2015, à Orlando, Mango bat Hungrybox, Plup et Westballz avant de se faire éliminer par Armada. Le tournoi est remporté par Leffen, qui gagne son premier grand tournoi sur le sol américain, et il repart troisième. Leffen arrive encore premier à WTFox plus tard dans l'année, avec Mango en deuxième place et Armada troisième.
Mango veut atteindre une troisième victoire consécutive à l'EVO après ses réussites de 2013 et 2014. Avec 1869 joueurs inscrits, l'EVO 2015 devient le plus grand tournoi de Melee de tous les temps. Mango bat l'Allemand Ice mais perd 1-2 contre Plup. Il bat ensuite Chudat, mais perd contre Hungrybox, arrivant cinquième à égalité avec Leffen. Le tournoi sera remporté par Armada, avec Hungrybox en deuxième place. À la suite de ce tournoi, le classement d'été Melee It On Me sort : Mango y est troisième mondial, derrière Armada et Leffen. C'est la première fois depuis trois ans qu'il n'est pas premier mondial.
Les 5 et 6 septembre 2015, Mango participe à Paragon à Los Angeles : c'est son premier tournoi depuis l'EVO de juillet. Il décide de jouer Falco en priorité : en effet, Armada n'est pas présent au tournoi et Leffen et Hungrybox ne sont pas de son côté du bracket, et ce sont les trois joueurs contre qui il joue généralement Fox, il décide donc « d'entretenir [son] Falco » Il bat Plup et Axe, puis Mew2King deux fois, et remporte le tournoi.
Marquez s'inscrit au HTC Throwdown à San Francisco. Après avoir battu le Japonais Rudolph, il perd contre Druggedfox pour la première fois de sa carrière, puis contre le joueur de Peach MacD. Il n'arrive que 17ème à ce tournoi, son classement le plus bas depuis son retour à la scène compétitive en 2012. Le tournoi est remporté par Leffen.
À The Big House 5, Mango arrive quatrième avec des défaites contre Hungrybox et Mew2King. Le tournoi est remporté par Armada.
Mango est invité au Smash Summit, un événement annuel organisé par Beyond the Summit, une entreprise spécialisée en Dota 2. Il est invité aux côtés d'Armada, Mew2King, PPMD, Plup, Lucky, Axe, Leffen, PewPewU et Westballz. En plus de ces dix joueurs, les meilleurs au monde, la communauté élit six autres joueurs : S2J, SFAT, Alex19, Zhu, Kage et Swedish Delight. En tournoi simples, Mango écrase Zhu et SFAT, puis perd contre Mew2King. En Loser Bracket, il bat Shroomed et Plup, puis Mew2King, arrivant en grande finale contre Armada. Armada arrache la victoire au dernier coup de la partie, et il prend la deuxième place du tournoi.
Le 9 octobre 2015, Armada annonce sur Twitter que Mango participera à la DreamHack Winter 2015 à Jönköping en Suède. Il perd contre Plup et Westballz et arrive cinquième du tournoi. Le tournoi est remporté par Hungrybox, qui n'a perdu qu'un set dans le tournoi, contre Armada.
Dans le classement mondial de 2015, Mango est classé quatrième, son rang le plus bas depuis la première édition du SSBMRank. Armada, Hungrybox et Leffen prennent le podium du classement.

### 2016
Le premier tournoi majeur de l'année, GENESIS 3, compte 1 836 joueurs. Mango bat Nintendude, PPMD et Hungrybox, mais perd contre Armada en grandes finales. Ce match Armada-Mango a été celui de grandes finales de tous les tournois de la série GENESIS, et le schéma se reproduira en 2017.
Mango arrive deuxième à PAX Arena à San Antonio (Texas), battant Mew2King et Westballz mais perdant contre Hungrybox deux fois.
Il est invité à Battle of the Five Gods, un tournoi organisé par SXSW, ouvert à seulement vingt joueurs, les meilleurs au monde : Mango, Armada, Mew2King, PPMD, Hungrybox, MacD, Ice, Silent Wolf, DruggedFox, HugS, Westballz, Nintendude, Plup, SFAT, PewPewU, Shroomed, Axe, Lucky, Wobbles, et S2J. Mango perd contre Westballz au premier tour, puis bat Silent Wolf, Plup, et Wobbles. Il bat ensuite Armada de très peu, et joue contre Hungrybox, qu'il bat au premier set mais qui remporte finalement la victoire 3-1 au second set des grandes finales.
Mango perd à nouveau contre Hungrybox à Pound 6, en avril 2016, arrivant deuxième.
À Smash Summit 2, il est invité aux côtés d'Armada, Hungrybox, Mew2King, Plup, Westballz, Axe, Shroomed, SFAT, Silent Wolf, ESAM, PewPewU, Ice, Duck, S2J, et Wobbles. Il gagne contre Duck, et contre Westballz de très peu, puis perd, de très peu aussi, contre Hungrybox. Il remporte ensuite un set contre Plup, mais perd à nouveau, contre Armada, ce qui le place quatrième du tournoi.
À The Big House 6, en fin d'année, il remporte la première place, battant Armada.
Mango est classé troisième au classement mondial en 2016.

### 2017
Le 14 mai 2017, à Royal Flush, Mango prend la première place et devient le premier joueur à avoir battu Armada en 2017. Mais malgré cet exploit, ses résultats resteront en dents de scie, avec par exemple une 65eme place au Super Smash Con.
Comme en 2016, Mango est classé troisième au classement mondial cette année, derrière Hungrybox et Armada.

## Vie personnelle
Marquez est d'origine Costa Ricaine. Il étudie à John Glenn High School, dont il sort en 2010. Sa petite amie Lauren et lui ont un fils, Joseph Mango Marquez, né le 14 octobre 2013 et dont le deuxième prénom vient du pseudo de son père. Marquez affirme que Smash lui a permis d'éviter de rejoindre un gang. Il stream régulièrement sur twitch.tv, et pas seulement Melee, mais aussi Counter-Strike: Global Offensive, Dark Souls, Team Fortress 2 et Overwatch. Mango habite actuellement en Californie, à Norwalk, où il a vécu toute sa vie à part une courte période en Ohio après sa victoire à l'EVO 2013.